# Distretto di Mendefera
Il distretto di Mendefera è un distretto dell'Eritrea nella regione del Sud (Eritrea), che ha come capoluogo la città di Mendefera.